# ليسوركورب
ليسوركوربSKORB ، المعروفة سابقًا باسم استثمار ليجر، هي شركة تابعة لدبي العالمية، تأسست في عام 2006، وتستثمر في المرافق الرياضية والترفيهية، مع التركيز بشكل خاص على الجولف.

## روابط خارجية
- الموقع الرسمي
- نظرة عامة على شركة ليسوركورب